# Приз Луиджи Ди Лаурентиса – Лев будущего

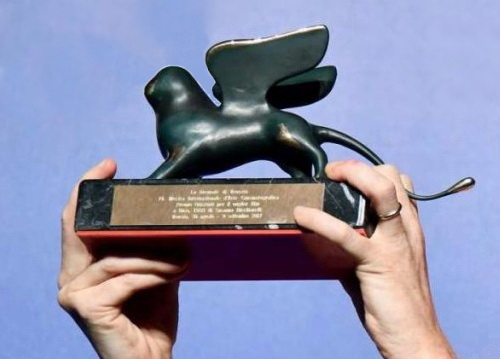
Приз Лев Будущего. Венецианский кинофестиваль

Приз Луиджи Де Лаурентиса — Лев будущего (итал. Premio «Luigi De Laurentiis» — Leone del futuro) — награда, присуждаемая отдельным жюри Венецианского кинофестиваля, состоящим из семи деятелей кино и культуры из разных стран, включая одного кинопродюсера. Любая дебютная работа, участвовавшая в основной и независимой программе Венецианского кинофестиваля, может быть номинирована на приз Луиджи Де Лаурентиса. Денежная часть награды (100 000 USD) делится между режиссёром и продюсером фильма.

## Лауреаты
- 1996 — «Хроника исчезновения» реж. Элиа Сулейман (Палестина, Израиль, США, Германия, Франция)
- 1997 — «Тано до смерти» реж. Роберта Торре (Италия)
- 1999 — «Этот сад» реж. Джованни Давид Модерна (Италия)
- 2000 — «По вине Вольтера» реж. Абделатиф Кешиш (Франция)
- 2001 — «Хлеб и молоко» реж. Ян Цвиткович (Словения)
- 2002 — «Любимец женщин» реж. Дилан Кидд (США)
- 2002 — «Два друга» реж. Спиро Скимоне, Франческо Сфрамели (Италия)
- 2003 — «Возвращение» реж. Андрей Звягинцев (Россия)
- 2004 — «Большое путешествие» реж. Исмаэль Феррухи (Франция, Марокко, Болгария, Турция)
- 2005 — «Тринадцать» реж. Гела Баблуани (Франция)
- 2006 — «Хадак» реж. Петер Бросенс, Джессика Хоуп Вудворт (Бельгия, Германия, Нидерланды)
- 2007 — «Зона» реж. Родриго Пла (Испания, Мексика)
- 2008 — «Праздничный обед жарким летом» реж. Джованни Ди Грегорио (Италия)
- 2009 — «Схватка» реж. Пепе Диокно (Филиппины)
- 2010 — «Большинство» реж. Серен Юдже (Турция)
- 2011 — «Ла-Бас — Уголовное образование» реж. Гвидо Ломбарди (Италия)
- 2012 — «Плесень» реж. Али Аудин (Турция)
- 2013 — «Белая тень» реж. Ноаз Деше (Танзания, Германия, Италия)
- 2014 — «Суд» реж. Чайтанья Тамхане (Индия)
- 2015 — «Детство лидера» реж. Брэйди Корбет (Великобритания, Франция, Венгрия)
- 2016 — «Последний из нас» реж. Ала Эддин Слим (Тунис)
- 2017 — «Опекунство» реж. Ксавье Легран (Франция)
- 2018 — «День, когда я потеряла свою тень» реж. Судад Кадан (Сирия, Франция, Ливан, Катар)
- 2019 — «Ты умрёшь в двадцать» реж. Амджад Абу Алала (Судан, Франция, Египет, Германия, Норвегия, Катар)
- 2020 — «Слушай» реж. Ана Роша де Соуза (Великобритания, Португалия)
- 2021 — «Безупречная» реж. Моника Стэн и Георге Чипер-Лиллемарк (Румыния)
- 2022 — «Сент-Омер» реж. Элис Диоп (Франция)
- 2023 — «Любовь — это пистолет» реж. Ли Хун-Чи (Тайвань)
- 2024 — «Знакомое прикосновение» реж. Сара Фридланд (США)